# Pustá Rybná
Pustá Rybná je obec v okrese Svitavy v Pardubickém kraji. Žije zde 159 obyvatel.

## Historie
První písemná zmínka o obci pochází z roku 1392. Ves patřila do panství rychmburského, až v roce 1474 koupila Polička některá práva v obci a zřejmě od té doby se Pustá Rybná dělí na část náležející královskému městu Polička a část náležející k panství rychmburskému.

## Skelná huť
V první polovině 17. století zde stála skelná huť v místech, které se dodnes nazývají „Hutiska“. Před třicetiletou válkou byl majitelem hutě rychtář Hübel(?), který vlastnil místní půdu a velkou část lesa. Na práci v huti si Hübel pozval skláře z Německa. Sklárna prosperovala, ale Hübel o svůj majetek z neznámých důvodů přišel. V roce 1652 měl huť pronajatou Jiří Schürer z Waldheimu. V roce 1660 a 1661 byla v provozu pod vedením mistra Jiříka Prayzlera [Preisler]. Huť vyráběla duté, ale i malované sklo, modré láhve a okenní výplně. V letech 1671 až 1678 je osazenstvo hutě uváděno opakovaně na základě zpovědních seznamů jako kacířské pod vedením huťmistra Christiána Praislera a od roku 1675 Floriána Praislera. V Tereziánském katastru z roku 1741 se však již nenalézá.

## Obyvatelstvo
| Rok            | 1869  | 1880  | 1890 | 1900 | 1910 | 1921 | 1930 | 1950 | 1961 | 1970 | 1980 | 1991 | 2001 | 2011 | 2021 |
| -------------- | ----- | ----- | ---- | ---- | ---- | ---- | ---- | ---- | ---- | ---- | ---- | ---- | ---- | ---- | ---- |
| Počet obyvatel | 1 095 | 1 002 | 914  | 897  | 824  | 751  | 773  | 407  | 361  | 287  | 233  | 197  | 156  | 163  | 153  |
| Počet domů     | 179   | 181   | 182  | 163  | 158  | 161  | 155  | 139  | 112  | 93   | 80   | 87   | 130  | 138  | 148  |

## Pamětihodnosti
- Osmiboká roubená stodola u čp. 35
- Usedlost čp. 17

V obci také stojí evangelický kostel s farou a malý filiální kostel svatého Bartoloměje.

## Základní sídelní jednotky
- Betlém
- Blatina
- Damašek
- Chalupy
- Kobylí
- Pustá Rybná